# Peter Wienk
Peter Wienk (Amsterdam, 11 september 1920 - IJsselstein, 16 augustus 2010) was een Nederlandse illustrator en schilder.

## Biografie

### 1920-1950
Van jongs af aan was Peter Wienk al aan het tekenen en mocht na schooltijd les nemen bij mej. A.C. Gijswijt, een goede vriendin van de Amsterdamse Joffers. Op 14-jarige leeftijd moest hij gaan werken als automonteur en chauffeur. Na zijn ontsnapping in 1945 uit gevangenschap in het oosten van Duitsland, ging hij aan de slag als tekenaar en illustrator bij diverse reclamebureaus en tekenstudio’s waaronder Toonder Studio’s van Marten Toonder. In 1947 trad hij in dienst bij Reclamebureau Van Alfen, waar onder andere Flipje (het fruitmannetje van jamfabrikant De Betuwe) werd getekend door Eelco ten Harmsen van der Beek.

### 1950-1970: Enid Blytons Noddy
Ten Harmsen van der Beek had een eigen tekenstudio op buitenplaats Jagtlust in Blaricum en nam in 1949 een opdracht aan om een nieuw verhaal van de Engelse kinderboekenschrijfster Enid Blyton te illustreren: Noddy. Eerst als strip in een Engelse krant verschenen, had Noddy na enkele maanden zoveel succes dat het eerste  boek verscheen: Noddy goes to Toyland. Door het rappe schrijftempo van Enid Blyton nam Ten Harmsen van der Beek in 1950 Wienk als assistent in dienst, aanvankelijk voor het inkleuren van de door Ten Harmsen van der Beek gemaakte tekeningen, later tekende Wienk de Noddyfiguurtjes ook zelf.
Ten Harmsen van der Beek overleed in 1953, waarna zowel Wienk als Marten Toonder wedijverden om de opdracht voor de Noddytekeningen te verkrijgen. Hoewel Toonder een befaamd illustrator was vond Enid Blyton de tekeningen van Wienk beter aansluiten bij haar wensen. Wienk heeft een groot aantal van de Noddyboeken geïllustreerd alsook Noddy Big Books. Enid Blyton overleed in 1968 en in 1970 stopte voor Wienk het werk aan de Noddyboeken.
Er bestaat nog correspondentie tussen de dochter van Ten Harmsen van der Beek, schrijfster en dichteres Fritzi Harmsen van Beek, waarin zij Wienk vraagt haar te helpen met wat tekenwerk.

### 1952-1971: Ander werk

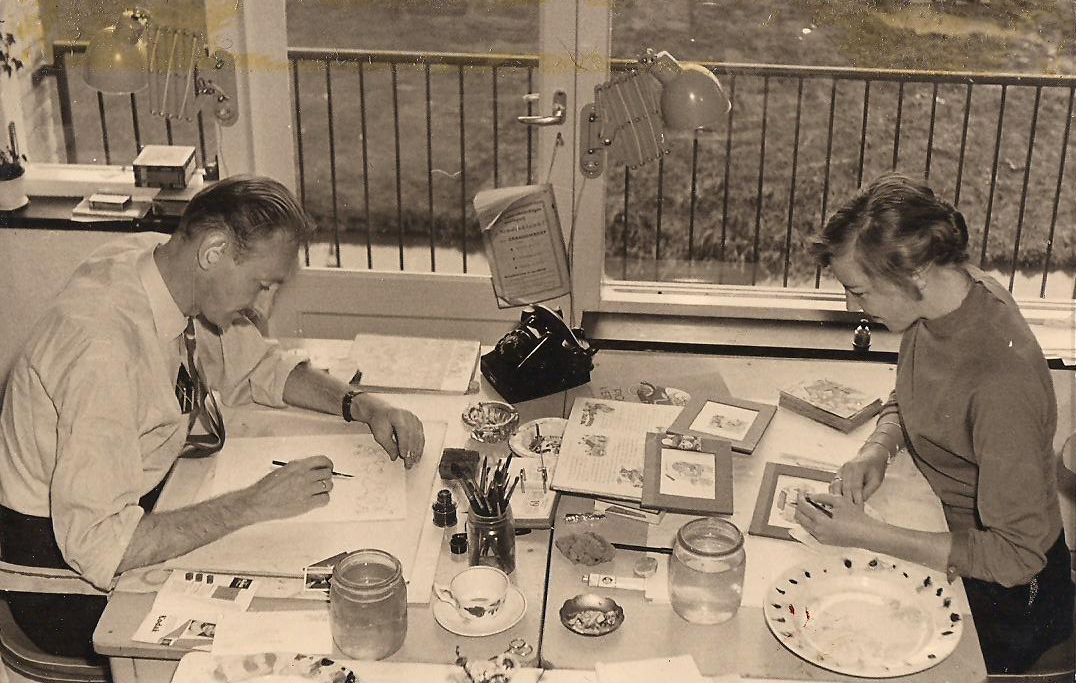
Peter Wienk en Nelly Koenen aan het werk

In 1952 richtte Wienk zijn eigen tekenstudio, Studio Wienk, op. Hij kreeg, buiten Noddy, opdrachten voor illustraties, waaronder Sic Natura, Engelse schoolboeken, Blooker’s cacao en De Wonderen van de Natuur die wekelijks in dagbladen verschenen in Nederland, Engeland, Duitsland, Frankrijk, de Verenigde Staten en Australië. Hij ontwierp zelf diverse strips, waaronder Nikkie, dat in Nederlandse en Engelse kranten verscheen. Wienk had een aantal tekenaars in dienst en in 1955 solliciteerde ook Nelly Koenen, die in Maastricht de Kunstnijverheidsschool had gevolgd. Wienk trouwde met haar in 1957.

### 1971-2010: Schilderijen
In 1971 volgde Wienk een opleiding tot assurantieadviseur en opende in 1973 zijn bureau Wienk Assurantie-Financieringen. Hij was in zijn vrije tijd altijd blijven tekenen en schilderen en maakte vele werken. Na zijn pensionering verhuisde Wienk naar de regio Nijmegen, waar hij zich geheel ging wijden aan het schilderen. Hij maakte zowel werk in opdracht als vrij werk. Samen met Nel Koenen heeft hij diverse tentoonstellingen georganiseerd.
Peter Wienk kreeg twee kinderen, Reinoud en Chris. Hij overleed in IJsselstein op 16 augustus 2010. Nel Koenen overleed op 85-jarige leeftijd in 2015 te Maastricht.

## Werk

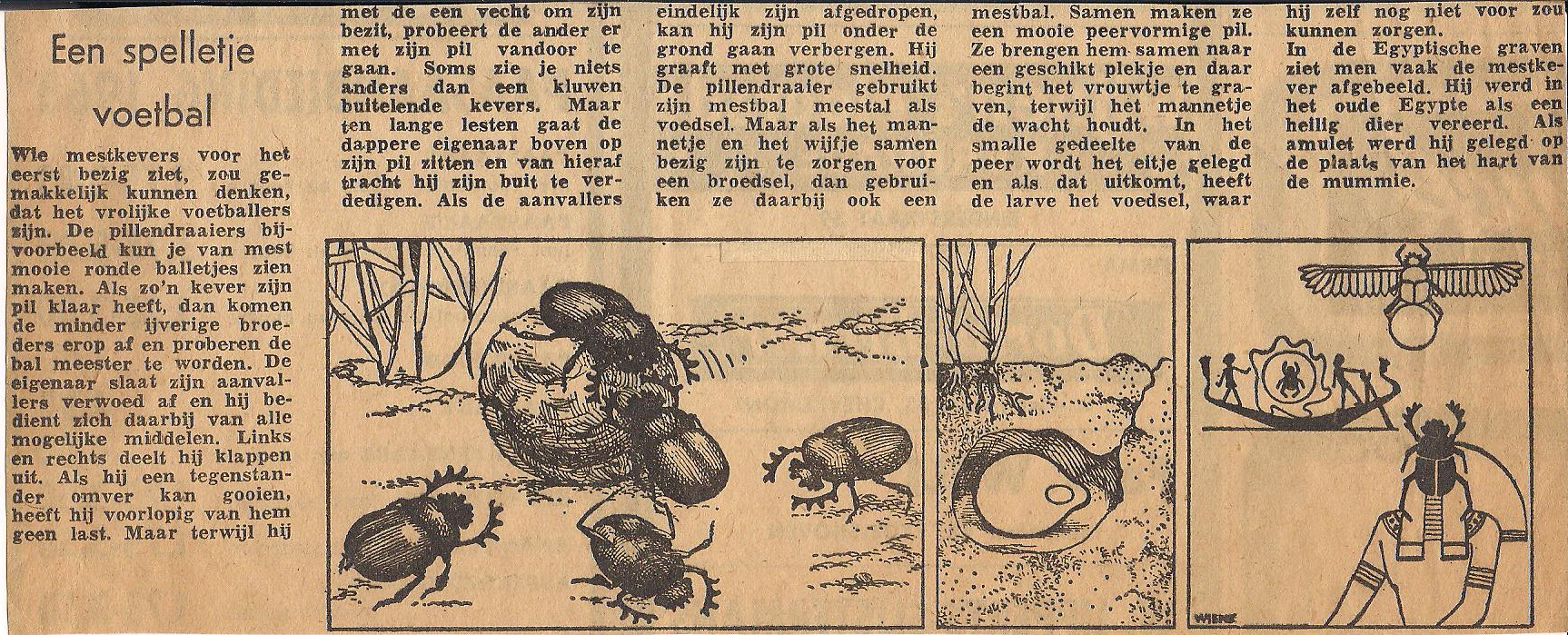
Wonderen van de Natuur, verhaal en illustraties door Peter Wienk

### Illustraties
- 1952-1969 – Sic Natura (Peter Wienk) (uitgegeven in Nederlandse en diverse buitenlandse kranten)
- 1952-1963 – Diverse strips (Peter Wienk) (uitgegeven in Nederlandse en Engelse kranten)
- 1953-1970 – Noddy en Noddy Big Books (Enid Blyton)
- 1953-1971 – Wonderen van de Natuur (Peter Wienk) (uitgegeven in Nederlandse en diverse buitenlandse kranten)
- ±1959-1961 – Nikkie (Peter Wienk) (uitgegeven in Algemeen Dagblad en diverse buitenlandse kranten)
- ±1960 – Margriet Vacantieboek
- 1962 – Birds in the Garden (George E. Hyde)
- 1963 – How to Know Trees (George E. Hyde)
- 1963 – Furry Creatures of the Countryside (George E. Hyde)
- 1985 – Flierefluiter wienkt... (Jan van Goch)
- 1986 – Verjaardagskalender (uitgave van NMB bank)

### Tentoonstellingen (o.a.)
- 1983 – Verkoopexpositie (Amsterdam) (Peter en Nel Wienk)
- 1984 – De Weijer (Boxmeer) (Peter en Nel Wienk)
- 1985 – Natuurexpositie (Rijkevoort) (Peter Wienk)
- 1986 – Kunst Oploo ca ’86 (St. Anthonis) (Peter en Nel Wienk)